# Rafael Wardi
Rafael Wardi, ursprungligen Waprinsky, född 5 juli 1928 i Helsingfors, död 31 augusti 2021 i Helsingfors, var en finländsk konstnär.
Han utbildade sig, för bland andra Sam Vanni, på Bildkonstakademin, Fria konstskolan och Konstindustriella högskolan, alla i Helsingfors. Han gjorde också studieresor till Frankrike och Italien.
Rafael Wardi var främst känd för sitt abstrakta måleri. Vid sidan av sitt arbete som konstnär undervisade på Bildkonstakademin och var konstterapeut på Nickby sjukhus från 1959 och in på 1970-talet.
Han målade det officiella porträttet av president Tarja Halonen 2002. Han mottog Pro Finlandia 1973.
Rajael Wardi var son till köpmannen Isak Waprinsky, vars familj kom från Mahiljoŭ i Vitryssland, och Lea Break, vars föräldrar var från Daugavpils i Lettland.

## Offentliga verk i urval
- Hjälpsökande händer, granit, rostfritt stål och brons, 2000, Observatorieberget i Helsingfors (tillsammans med Niels Haukeland)